# Adymos
Adymos ('Ἅδυμος), auch Hadymos, war ein vermutlich griechischer Bildhauer der Antike.
Adymos war der Sohn eines Euandros aus Beroia. Der einzig von seiner Signatur (’Άδυμος | Εύάνδρου | Βεροιαΐος | επόισι) auf der Basis einer weiblichen Gewandstatue bekannte Bildhauer wirkte im 1. Jahrhundert.